# ريتشارد الثالث (مسرحية)

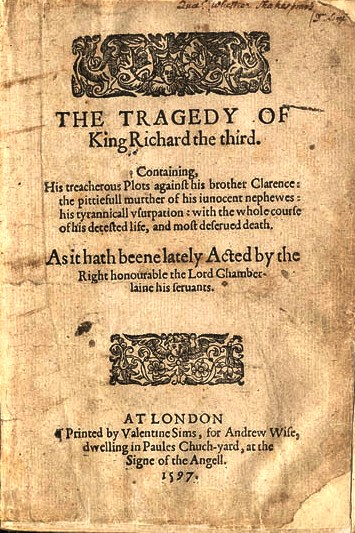
الصفحة الأولى من الربع الأول لمسرحية ريتشارد الثالث.

ريتشارد الثالث (بالإنجليزية: Richard III)‏ مسرحية تاريخية كتبها المسرحي الإنكليزي الشهير ويليام شكسبير. يُعتقد أن المسرحية قد كُتبت في 1591، وتتناول المسرحية صعود الملك ريتشارد الثالث من إنكلترا الميكيافيلي إلى السلطة وفترة حُكمه القصيرة اللاحقة. جُمعت المسرحية مع تاريخيات أخرى لشكسبير في المجلد الأول لأعماله، ومع ذلك، فكثيراً ما تصنف المسرحية على أنها تراجيدية. تختتم المسرحية رباعية شكسبير الأولى التي تحتوي مسرحية هنري السادس بأجزائها الثلاثة. وبعد هاملت فإنها أطول مسرحياته، وأطول مسرحيات المجلد الأول الذي يحتوي نسخة من هملت أقصر من نظيرتها في الكتاب الخاص بها. نادراً ما تُمثل المسرحية من دون اختصارها، وكثيراً ما تُحذف شخصيات ثانوية بالكامل، خصوصاً شخصية مارغريت. في مثل هذه الحالات، غالباً ما تُخترع سطورٌ أخرى وتُضاف إلى المسرحية لتوضح طبيعة العلاقات بين الشخصيات.
سببٌ آخر لاختصار المسرحية والتصرف فيها يكمن في أن شكسبير قد افترض معرفة جمهوره بمسرحيات هنري السادس، لذلك ملأ ريتشارد الثالث بإشارات غير مباشرة إلى المسرحيات الثلاث، كقيامه باغتيال هنري الرابع أو هزيمة مارغريت.

## التاريخ والنص
يُعتقد أن مسرحية ريتشارد الثالث واحدة من مسرحيات شكسبير المبكرة، تسبقها أجزاء هنري السادس الثلاثة، ومجموعة من الكوميديات. يُعتقد كذلك أنها كُتبت في حوالي 1591. رغم أن ريتشارد الثالث قد أُدرجت في سجل شركة ورشيبفول للطباعة في 20 أكتوبر 1597 بواسطة بائع الكتب أندرو وايز الذي نشر المجلد الأول لاحقاً في نفس السنة (قام بطباعتها فالنتين سيمز). يُعتقد أن مسرحية كريستوفر مارلو إدوارد الثالث - التي لا يُمكن أن تكون قد كُتبت بعد 1592 لأن مارلو قُتل في 1593 - قد تأثرت بمسرحية ريتشارد الثالث. تبع ذلك نشر كتابٌ آخر في 1597 بواسطة توماس كريد لمصلحة أندرو وايز، يحتوي على تقدير لشكسبير في صفحته الأولى. ظهرت المسرحية في الكتاب الثالث في 1602 والرابع في 1605 والخامس في 1612 والسادس في 1622، مما زاد في شعبيتها. ثم تبع ذلك نشر المجلد الأول في 1623.

## هوامش
1. ↑  وصلة مرجع: https://wolnelektury.pl/katalog/lektura/krol-ryszard-iii/.
2. ↑  بالدوين (2000, صفحات 1-2)
3. ↑  المكتبة البريطانية